# Muggiaea atlantica
Muggiaea atlantica är en nässeldjursart som beskrevs av Cunningham 1892. Muggiaea atlantica ingår i släktet Muggiaea och familjen Diphyidae. Det är osäkert om arten förekommer i Sverige. Inga underarter finns listade i Catalogue of Life.